# Gustave Flaubert

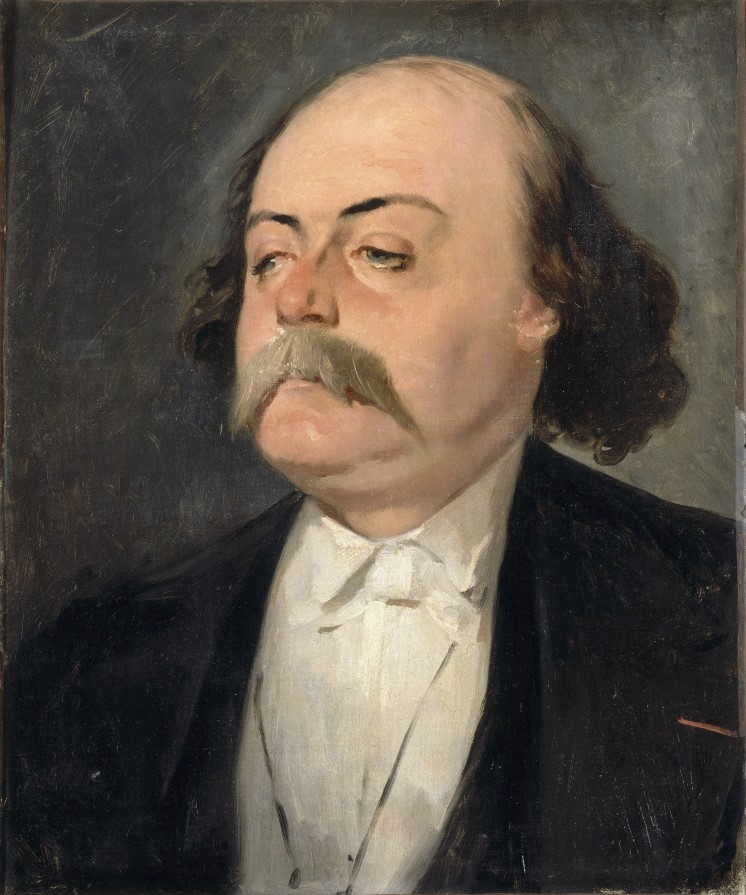
Na portrecie autorstwa Eugène’a Girauda

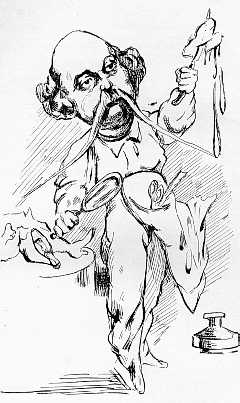
Flaubert preparuje Madame Bovary. Karykatura autorstwa A. Lemota (La Parodie, 1869)

Gustave Flaubert (wym. [flobẹ:r], ur. 12 grudnia 1821 w Rouen, zm. 8 maja 1880 w Croisset) – francuski powieściopisarz, uważany za pierwszego przedstawiciela naturalizmu i jednego z największych mistrzów literatury francuskiej XIX wieku.
Jego Pani Bovary i Salambo zostały umieszczone w indeksie ksiąg zakazanych dekretem z 1864 r.

## Życiorys
Rodzicami pisarza byli zamieszkali w Rouen Achille-Cléophas Flaubert (1784–1846), naczelny lekarz (chirurg) szpitala miejskiego Hôtel-Dieu, i Anne-Justine-Caroline z domu Fleuriot (1793–1872). Starszym bratem Gustave’a był Achille (ur. 1813), a młodszą siostrą  – Caroline (ur. 1824).
Flaubert próbował pisać bardzo wcześnie, bo już w wieku zaledwie 8 lat. Kształcił się początkowo w liceum im. P. Corneille’a w swym rodzinnym mieście. Podczas letnich wakacji nad morzem w 1836 r. spotkał swą pierwszą miłość – znacznie starszą Élisę Schlesinger, długoletni ideał uczucia oraz źródło inspiracji twórczej, co znalazło odbicie w późniejszej Szkole uczuć. Po uzyskaniu bakalaureatu (1840) podjął pod naciskiem ojca studia prawnicze (1841), które miały zapewnić mu karierę adwokacką. Studia w Paryżu traktował jednak z dystansem i przerwał je po wystąpieniu objawów epilepsji. Swoją chorobę, która była w XIX wieku bardzo źle postrzegana, utrzymywał do końca życia w tajemnicy i wiedzieli o niej tylko najbliżsi przyjaciele. Pod koniec 1840 wybrał się w podróż po Pirenejach i Korsyce. Pomimo zniechęcenia stolicą, zawarł w tym okresie szereg wartościowych znajomości, m.in. z rzeźbiarzem Jamesem Pradierem, młodym literatem Maximem Du Camp oraz z samym Wiktorem Hugo.    
W r. 1846 opuścił Paryż i ostatecznie porzucił studia prawnicze, poświęcając się bez reszty pisarstwu, co umożliwiał mu znaczny (pół miliona franków) spadek po ojcu, którym jednak z woli spadkodawcy zarządzała jego matka. Powrócił do Croisset w pobliżu Rouen i zamieszkał w domu matki spędzając tam resztę życia. Niekiedy tylko udawał się do Paryża i do Anglii. W latach 1846–1855 utrzymywał trwały związek ze sporo starszą, bo 34-letnią, bardzo znaną poetką Louise Colet; zdaniem biografów był to jedyny poważny związek miłosny w jego życiu. Odtąd bowiem ograniczał się do związków platonicznych i towarzyskich, zwłaszcza w środowisku literatów; korzystał też z usług prostytutek. Utrzymywał jedynie bliski kontakt rodzinny ze swą siostrzenicą Caroline Commanville. Nigdy się nie ożenił i nie pozostawił potomstwa. Nie chciał mieć dzieci, ponieważ twierdził, że „nikomu nie przekaże przykrości i hańby istnienia”. Pod względem ideowym był panteistą. Podczas pobytu nad jeziorem Como w 1845, Flaubert miał, jak sam wspomina, namiętnie ucałować rzeźbę przedstawiającą Psyche i Kupidyna, co wskazuje, że mógł cierpieć na kompleks Pigmaliona. 
Do rewolucji 1848 r. miał stosunek krytyczny, czemu dał wyraz również w Szkole uczuć. Rok wcześniej odbył podróż po Bretanii i Normandii w towarzystwie Maxime’a Du Camp. Sporo też podróżował w latach późniejszych. Śladami wielkich nazwisk literatury francuskiej (Chateaubrianda, Lamartine'a i Nervala) odbył wspólnie z M. Du Campem podróż na Bliski Wschód (1849-52), odwiedzając Grecję, kraje Lewantu (z Jerozolimą) i Egipt, zatrzymując się nieco dłużej w Stambule oraz we Włoszech w drodze powrotnej. Sam przyznawał, iż podczas tych wojaży zadawał się z prostytutkami płci obojga, czego wynikiem były choroby weneryczne (w Bejrucie zaraził się syfilisem), z których nie wyleczył się aż do śmierci. W 1858 zainteresowany ruinami Kartaginy odwiedził francuski Tunis, gdzie zbierał materiały do swej głośnej powieści historycznej Salambo.
Słynął jako pisarz niestrudzony w pracy twórczej, którą traktował jak codzienny obowiązek, narzucając sobie w pisaniu wysokie wymagania wraz z niezwykłą precyzją oraz dyscypliną słowa; w listach do przyjaciół nierzadko uskarżał się na jej męczący charakter. Mimo to, dobrze widziany wśród socjety II Cesarstwa, okresowo odwiedzał paryskich przyjaciół z literackiego środowiska, do których należeli T. Gautier, Ch. Baudelaire, E. Zola, A. Daudet, a także I. Turgieniew i bracia Goncourt. Uczęszczał do literackich salonów paryskich, m.in. księżnej Matyldy (córki Hieronima Bonaparte i kuzynki Napoleona III) oraz George Sand, z którą przyjaźnił się i korespondował konsultując swoje pisarstwo. Na dworze przyjęty był przez cesarza Napoleona III, a w 1866 odznaczony Legią Honorową.  
Lata siedemdziesiąte były trudnym okresem dla Flauberta, któremu podczas wojny francusko-pruskiej (1870) dom zajęli Prusacy i który po śmierci matki (1872) popadł w trudności finansowe, powiększone jeszcze nietrafionymi inwestycjami Ernesta Commanville’a, męża siostrzenicy. Przygnębiała go również utrata przyjaciół: między rokiem 1869 a 1876 zmarli m.in. poeta Louis Bouilhet i przedsiębiorca oraz podróżnik Jules Duplan, z którymi był blisko związany, a także Jules de Goncourt, dawna wieloletnia kochanka Louise Colet i ważna dla niego w późniejszym okresie życia George Sand.
W 1879 roku w asyście zaproszonego Guy de Maupassanta spalił otrzymywaną przez całe życie korespondencję, w tym od matki, George Sand i Louise Colet. Kilka miesięcy później Flaubert zmarł w swoim domu w Croisset z powodu wylewu krwi do mózgu.
Pochowany został w grobie rodzinnym na cmentarzu w Rouen; w pogrzebie uczestniczyli m.in. E. Zola, A. Daudet, G. de Maupassant i Edmond de Goncourt. W dawnym szpitalu Hôtel-Dieu, gdzie poza muzeum historii medycyny umieszczono także jego muzeum, w 1890 odsłonięto poświęcony mu pomnik projektu Henri Chapu.

## Twórczość
Pisarz zadebiutował dwoma utworami młodzieńczymi o treści erotycznej: Mémoires d’un fou (1838) i Novembre (1842, przekł. Wilhelma Mitarskiego: Listopad, 1920).
Pierwszym dojrzałym dziełem Flauberta była powieść Madame Bovary (1857, przekład polski L. Kaczyńskiej: Pani Bovary, 1878; nowy przekł. Alfreda Iwieńskiego, 1914). Autor ukazał smutne dzieje bohaterki z nieubłaganie naturalistyczną wiernością, rozmyślnym chłodem i ściśle poprawnym językiem. Powieść była krytykowana jako niemoralna, co spowodowało nawet próbę pociągnięcia autora do odpowiedzialności karnej.
Druga jego powieść – historyczna Salammbô (1862; pierwszy przekład polski Natalii Dygasińskiej pt. Córka Hamilkara, 1876) przedstawia dramatyczny epizod z dziejów dawnej Kartaginy za czasów Hamilkara Barkasa. Kolejna znana powieść L'éducation sentimentale (1869; przekład Tadeusza Jakubowicza, 1931: Szkoła serca; później jako Szkoła uczuć) jest obrazem młodzieńczej miłości autora na tle życia francuskiej socjety lat 1840–1850.
Dialog Tentation de saint Antoine (1874; przekład Antoniego Langego: Kuszenie św. Antoniego, 1907) jest fantastycznym utworem filozoficznym i historyczno-kulturowym.
Ostatnim ukończonym dziełem Flauberta były Trois contes (1877; przekład Wacława Rogowicza: Trzy opowieści, 1914; nowy przekład Renaty Lis i Jarosława Marka Rymkiewicza: Trzy baśnie, 2009). Pierwsza opowieść przedstawia historię życia służącej, druga żywot św. Juliana Szpitalnika, a trzecia zdarzenia na dworze Heroda.
Pośmiertnie w roku 1881 wydano nieukończoną satyrę Bouvard et Pécuchet (przekł. Wacława Rogowicza Bouvard i Pécuchet, 1950), skierowaną przeciwko ludzkiej głupocie i podejmującą m.in. problem pisarstwa historycznego.
Flaubert propagował hasło „sztuka dla sztuki” i dążył do najwyższej doskonałości formy przy możliwie największym obiektywizmie opisu.
Autorami najważniejszych opracowań studyjnych o pisarzu byli Émile Faguet (1899/1919) oraz Albert Thibaudet (1922).